# Mitrophora fusca
Mitrophora fusca är en svampart som först beskrevs av Christiaan Hendrik Persoon, och fick sitt nu gällande namn av Joseph-Henri Léveillé 1846. Mitrophora fusca ingår i släktet Mitrophora och familjen Morchellaceae.   Inga underarter finns listade i Catalogue of Life.